# Pempsamacra argentata
Pempsamacra argentata là một loài bọ cánh cứng trong họ Cerambycidae.